# Schwarzburgstraße
Die Schwarzburgstraße ist eine Wohnstraße im Nordend von Frankfurt am Main.

## Verlauf
Die Schwarzburgstraße verläuft in West-Ost-Richtung zwischen dem Oeder Weg und der Friedberger Landstraße. An ihrem westlichsten Punkt stößt sie auf die historische Umfassung des Holzhausenparks, wovon noch eine Grüninsel (Paul-Hindemith-Anlage) und das historische Eingangstor des Parks zeugen. Der Park wurde an dieser Stelle zugunsten einer Bebauung um etwa 200 Meter zurückgenommen. Im Osten stößt die Schwarzburgstraße auf die Friedberger Landstraße, knapp südlich deren Kreuzung mit dem Frankfurter Alleenring.

## Name
Die Schwarzburgstraße ist nach Günther von Schwarzburg benannt, der seinen Namen wiederum von der Schwarzburg ableitete. Er wurde am 30. Januar 1349 von den Anhängern der Wittelsbacher Partei im Frankfurter Dominikanerkloster als Gegenkönig des Luxemburgers Karl IV. gewählt. Seine Legitimität leitete er ausdrücklich daraus ab, dass seine Wahl anders als diejenige Karls in Frankfurt, „am rechten Ort“ für eine Königswahl, erfolgte.
Nach einer Niederlage seiner Anhänger gegen die Truppen Karls bei Eltville verzichtete Günther gegen eine hohe Abfindung auf seine Ansprüche und zog sich, bereits schwer erkrankt, nach Frankfurt zurück, wo er am 14. Juni 1349 im Johanniterkloster starb. Als einziger deutscher König wurde er auch in Frankfurt bestattet. Sein Grab befindet sich im Hochchor des Kaiserdoms St. Bartholomäus.

## Bedeutung

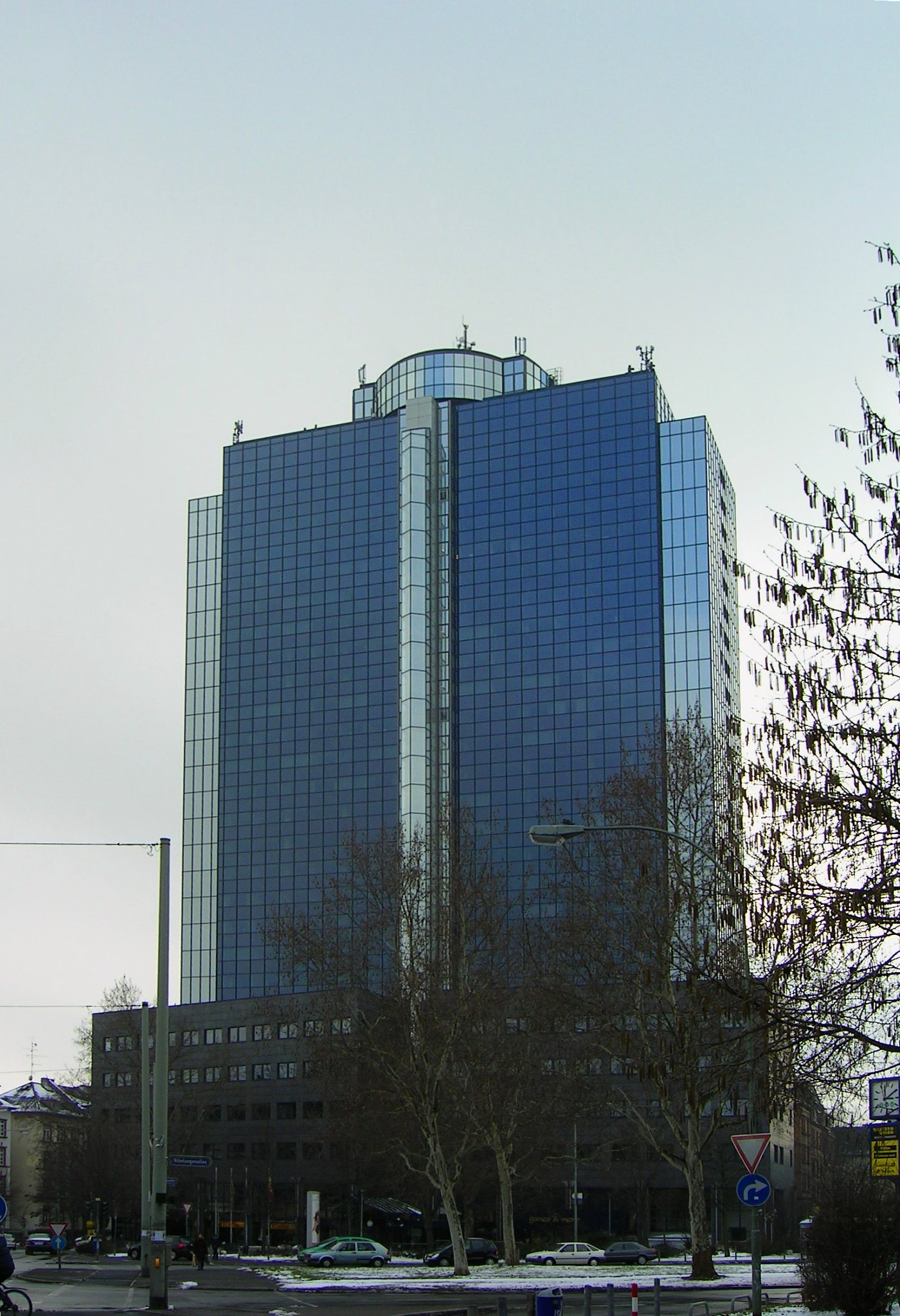
City Gate, ehemals Büro Center Nibelungenplatz und Shell-Hochhaus

Die Schwarzburgstraße ist, ebenso wie die südlich verlaufende Glauburgstraße, eine Ost-West-Verbindung im Nordend. Um die Anwohner vor Verkehrslärm zu schützen, ist sie für Autofahrer in gegenläufige Abschnitte von Einbahnstraßen unterteilt. Der Fahrradverkehr ist allerdings durchgängig für beide Fahrtrichtungen freigegeben.
Am Beginn der Straße steht das City Gate (ehemals Büro Center Nibelungenplatz und Shell-Hochhaus). Das Gebäude ist als Hochhaus ein völliger Fremdkörper im Stadtteil und in der Straße. Planerisch ist es der Rest eines Bebauungsplans, der vorsah, den gesamten nördlichen Frankfurter Alleenring in eine Schnellstraße umzuwandeln und Punkthochhäuser an allen wichtigen Straßenkreuzungen zu errichten. Der Plan wurde nicht weiter verfolgt.
In der Mitte des östlichen Arms der Schwarzburgstraße befand sich ein Luftschutzbunker, in dem bis 2016 das private Museum Explora seine Ausstellungsräume hatte.
Westlich an der Kreuzung mit der Lenaustraße schließt sich die Schwarzburgschule an, eine Grundschule für das umliegende Wohngebiet.
In der Straße haben einige bemerkenswerte historistische Fassaden der Wohngebäude die Luftangriffe auf Frankfurt am Main im Zweiten Weltkrieg überstanden, darunter auch eine – in Frankfurt sehr seltene – in „englischer“ „Tudor-Gotik“ (Ecke Spohrstraße).